# Dumbria

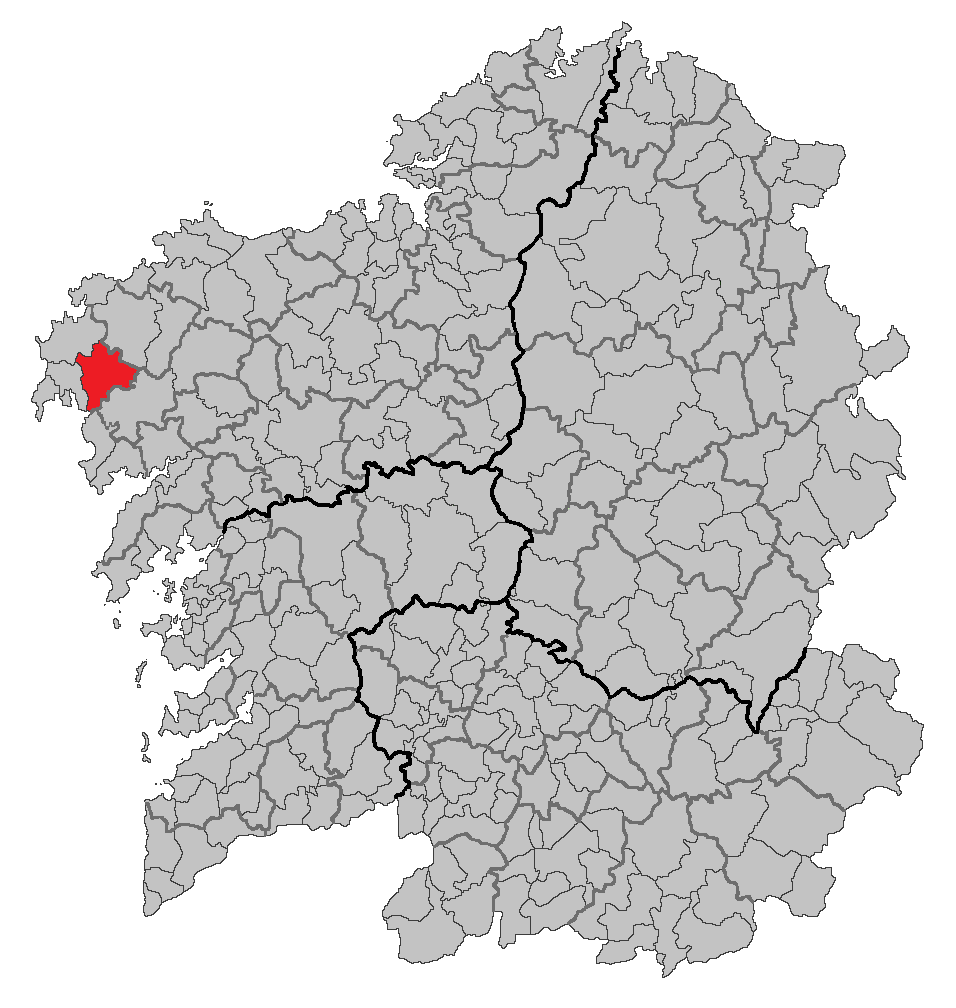
Localização de Dumbría

Dumbria (Dumbría) é um município da Espanha na província 
da Corunha, 
comunidade autónoma da Galiza, de área 125,74 km² com 
população de 3890 habitantes (2007) e densidade populacional de 33,13 hab/km².

## Demografia
| Variação demográfica do município entre 1991 e 2004 | Variação demográfica do município entre 1991 e 2004 | Variação demográfica do município entre 1991 e 2004 | Variação demográfica do município entre 1991 e 2004 |
| --------------------------------------------------- | --------------------------------------------------- | --------------------------------------------------- | --------------------------------------------------- |
| 1991                                                | 1996                                                | 2001                                                | 2004                                                |
| 5028                                                | 4928                                                | 4260                                                | 4166                                                |